# Gesellschaft für vervielfältigende Kunst
Die Gesellschaft für vervielfältigende Kunst war ein 1871 in Wien gegründeter Verein mit dem Zweck der „Förderung aller Zweige der graphischen Künste“. Der Verein existierte bis 1933.

## Veröffentlichungen

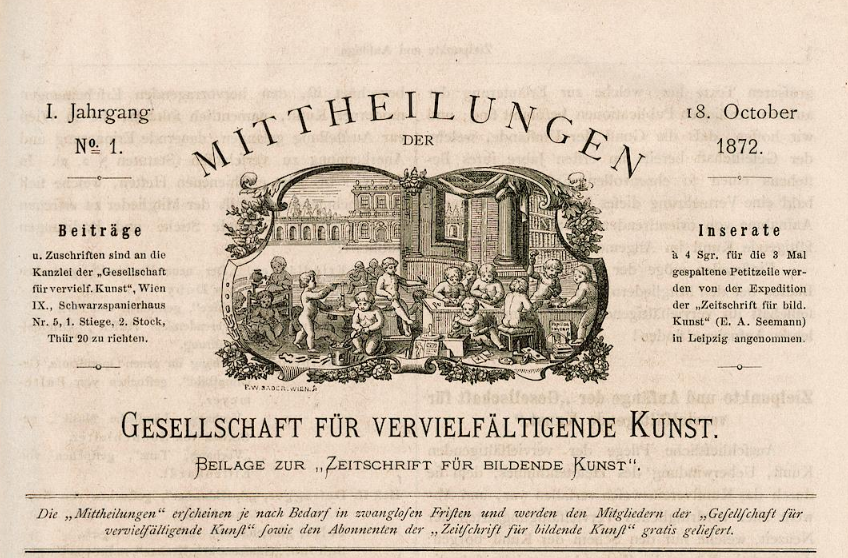
Mittheilungen der Gesellschaft für vervielfältigende Kunst, Nr. 1, 1872.

In der vereinseigenen Kupferdruckerei und galvanoplastischen Anstalt wurden Drucke mit Reproduktionen bedeutender graphischer Werke der Geschichte angefertigt, welche unter anderem als Beilage zur 1879 gegründeten Zeitschrift Die Graphischen Künste veröffentlicht wurden.